# Lista de comunidades em Yukon

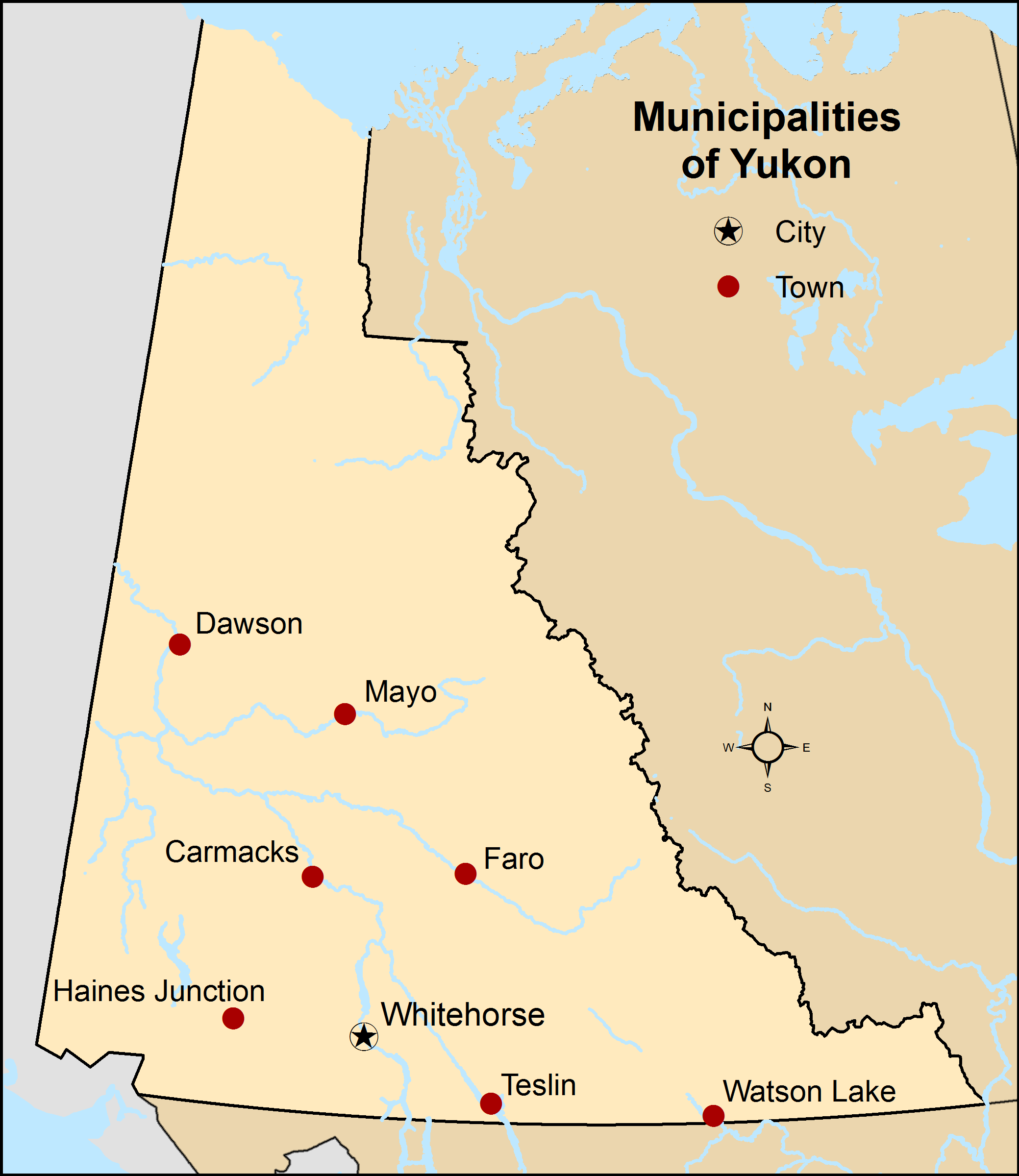
Distribuição dos municípios de Yukon por tipo.

Esta é uma lista de povoados e comunidades que se encontram no território de Yukon no Canadá.

## Municípios
| Nome                | Status | Nome oficial               | Data de incorporação | População no Censo canadense de 2016 | População no Censo canadense de 2016 | População no Censo canadense de 2016 | População no Censo canadense de 2016 | População no Censo canadense de 2016 |
| Nome                | Status | Nome oficial               | Data de incorporação | População (2016)                     | População (2011)                     | Mudança                              | Área de terra (km²)                  | Densidade populacional               |
| ------------------- | ------ | -------------------------- | -------------------- | ------------------------------------ | ------------------------------------ | ------------------------------------ | ------------------------------------ | ------------------------------------ |
| Carmacks            | Vila   | Village of Carmacks        | 01/11/1984           | 493                                  | 503                                  | −2.0%                                | 36,95                                | 13.3/km²                             |
| Dawson              | Vila   | City of Dawson             | 09/01/1902           | 1,375                                | 1,319                                | +4.2%                                | 32,45                                | 42.4/km²                             |
| Faro                | Vila   | Town of Faro               | 13/06/1969           | 348                                  | 344                                  | +1.2%                                | 203,57                               | 1.7/km²                              |
| Haines Junction     | Vila   | Village of Haines Junction | 01/10/1984           | 613                                  | 593                                  | +3.4%                                | 34,49                                | 17.8/km²                             |
| Mayo                | Vila   | Village of Mayo            | 01/06/1984           | 200                                  | 226                                  | −11.5%                               | 1,06                                 | 188.7/km²                            |
| Teslin              | Vila   | Village of Teslin          | 01/08/1984           | 124                                  | 122                                  | +1.6%                                | 1,92                                 | 64.6/km²                             |
| Watson Lake         | Vila   | Town of Watson Lake        | 01/04/1984           | 790                                  | 802                                  | −1.5%                                | 6,11                                 | 129.3/km²                            |
| Whitehorse          | Cidade | City of Whitehorse         | 01/06/1950           | 25,085                               | 23,276                               | +7.8%                                | 416,54                               | 60.2/km²                             |
| Total de municípios | —      | —                          | —                    | 29,028                               | 27,185                               | +6.8%                                | 733,09                               | 39.6/km²                             |
| Território de Yukon | —      | —                          | —                    | 35,874                               | 33,897                               | +5.8%                                | 474 712,68                           | 0.08/km²                             |

## Comunidades não incorporadas

### Hamlets
A Statistics Canada reconhece duas subdivisões de censo no Yukon que são classificadas como hamlets.
- Ibex Valley
- Mount Lorne

### Localidades
O Gazetteer do Yukon reconheceu 96 localidades a partir de fevereiro de 2012. Duas dessas localidades, Tagish e Upper Liard, são designadas como subdivisões de censo pela Statistics Canada, embora sejam classificadas como assentamentos.
- Aishihik
- Ballarat Creek
- Barlow
- Bear Creek
- Black Hills
- Boundary
- Braeburn
- Brewer Creek
- Britannia Creek
- Brooks Brook
- Calumet
- Canyon
- Canyon City
- Carcross Cutoff
- Caribou
- Champagne
- Clear Creek
- Clinton Creek
- Coffee Creek
- Conrad
- Dalton Post
- De Wette
- Dezadeash
- Dominion
- Eagle Plains
- Flat Creek
- Fort Reliance
- Fort Selkirk
- Forty Mile
- Frances Lake
- Glenboyle
- Gold Bottom
- Gold Run
- Gordon Landing
- Grand Forks
- Granville
- Gravel Lake
- Hootalinqua
- Isaac Creek
- Jakes Corner
- Jensen Creek
- Kirkman Creek
- Klondike
- Klukshu
- Koidern
- Kynocks
- Lansdowne
- Lapierre House
- Little Gold
- Little River
- Little Salmon
- Little Teslin Lake
- Lorne
- Mason Landing
- McCabe Creek
- McQuesten
- Minto
- Minto Bridge
- Montague
- Moosehide
- Morley River
- Nesketahin
- Ogilvie
- Paris
- Pelly Lakes
- Quill Creek
- Rancheria
- Readford
- Robinson
- Rock Creek
- Scroggie Creek
- Silver City
- Sixtymile
- Snag Junction
- Stevens Roadhouse
- Stony Creek Camp
- Sulphur
- Summit Roadhouse
- Tagish (também designada um censo de subdivisão)[4]
- Takhini
- Takhini Hot Springs
- Ten Mile
- Teslin Crossing
- Teslin River
- Thistle Creek
- Tuchitua
- Upper Laberge
- Upper Liard (também designada um censo de subdivisão)[4]
- Watson
- Wernecke
- West Dawson
- Whitefish Station
- Whitestone Village
- Yukon Crossing